# Storyboard

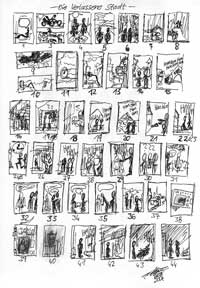
Storyboard für Film

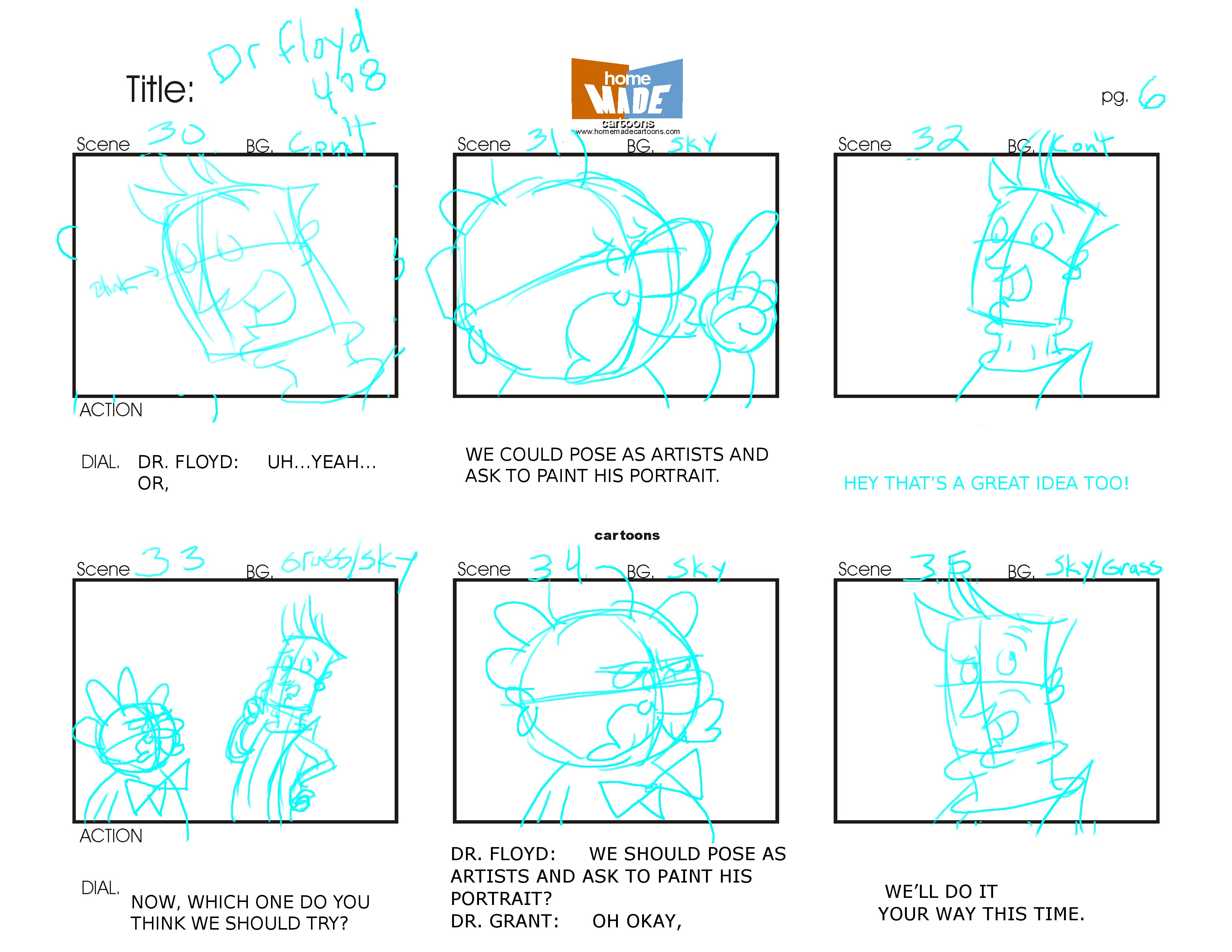
Storyboard für The Radio Adventures of Dr. Floyd episode #408

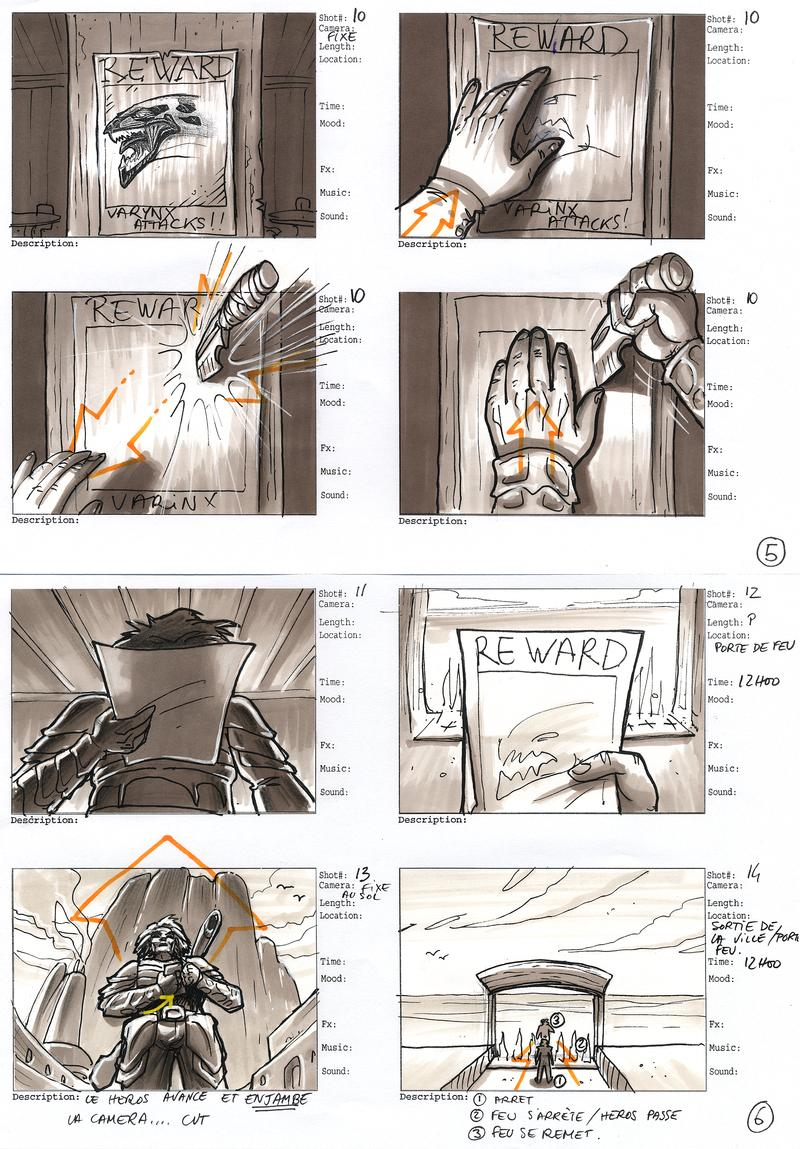
Storyboardteil für eine Quest des MMORPG Computerspiels Ryzom

Ein Storyboard, dt. auch Szenenbuch, ist eine zeichnerische Version eines Drehbuchs oder eine Visualisierung eines Konzeptes oder einer Idee.

## Allgemein
Die Disney-Studios verwendeten Storyboards schon in den 1930er Jahren.
Sergei Eisenstein als Regisseur des Films Alexander Newski fertigte auch ein Storyboard. Sergei Prokofjew komponierte die Filmmusik; Szenen des Films (zum Beispiel die an ein Ballett erinnernden Szenen der entscheidenden Schlacht auf dem Eis) wurden damals auf die Musik geschnitten.
Storyboards werden eingesetzt zur Visualisierung von Drehbüchern und Planung einzelner Filmszenen mittels skizzenhafter Darstellungen vor dem eigentlichen Drehbeginn. Dabei wird das geschriebene Drehbuch erstmal in Bildern umgesetzt und mit der konkreten Gestaltung wie etwa Perspektive, Blickwinkel und Einstellungsgröße angereichert. Das Storyboard wird auch im Rahmen einer Kreativitätstechnik als Ordnungsmittel eingesetzt und zur thematischen Sortierung von Beiträgen verwendet.
In Aufbau und Verwendung, als zweidimensionale Visualisierung erzählerischer Themata, ist das Storyboard verwandt mit dem Comic. Zeichner von Storyboards nennt man auch Storyboard Artist.

## Film
Ein Storyboard ist eine Bildsequenz in Kombination mit einem Text, die die Einstellungen eines Filmes (hier: Einstellung der Kamera), einer Multimedia-Produktion oder anderer Formate der darstellenden Kunst visualisiert. Das Storyboard wird in der Regel nach den Vorgaben des Regisseurs unter Einbeziehung des Kameramanns von einem mit der Filmsprache vertrauten Illustrator umgesetzt. Oft ist der Storyboard-Zeichner an der Ideenfindung zu möglichen Einstellungen aktiv beteiligt. Vor allem in der Werbung entstehen erste Storyboards beziehungsweise Animatics oft, bevor ein Regisseur für den geplanten Clip engagiert wird. Durch die Bilder, in Verbindung mit einer Bildbeschreibung, können alle am Film Beteiligten die Intention der Macher in Bezug auf Einstellungsgrößen, Blickwinkel, Perspektiven und manchmal auch Ausleuchtung, Farbigkeit oder Gesamtästhetik deutlicher verstehen und besser abstimmen. Storyboards werden vor allem für folgende Medien angefertigt:
- Kinofilm, insbesondere bei Filmen mit anschließend notwendiger Nachbearbeitung am Computer und bei der Vorbereitung aufwändiger, ressourcenintensiver Sequenzen
- 2D- oder 3D-Animation
- Werbung (TV, Printmedien)

aber auch Bühnenshows, Konzerte, Musicals usw., eben alle Produktionen, die sehr aufwändig und teuer sind.

## Hörfunk
Auch bei der Produktion von Radio-Sendungen sind Storyboards eine wichtige Planungshilfe.
Üblicherweise besteht ein Storyboard aus mehreren Spalten. In der linken Spalte stehen die Inhaltsarten wie Sprache, Musik, Geräusch/Atmosphäre, Bemerkungen. Die oberste oder unterste Zeile ist für die Zeitangaben. In die einzelnen Spalten von links nach rechts kommen die jeweiligen Inhalte, meist charakterisiert anhand folgender Stichpunkte:
Musik
Titel und Interpret, Genre, Art des Intros und Outros.
Bemerkungen
wichtige Fadings, notwendige Korrekturen, Quellen
Sprache
thematischer Schwerpunkt, Stichworte oder ganze Texte
Geräusche
Klangcharakter
Neuerdings gibt es auch die Möglichkeit Storyboards mithilfe von eigens dafür optimierten Programmen am Computer zu erstellen. Während Anwender diese Programme als äußerst hilfreich und arbeitserleichternd bezeichnen – z. B. müssen für neue Einstellungen nur einige Bilddetails verändert und keine komplett neuen Zeichnungen angelegt werden – weisen Kritiker auf die Beschränkungen hinsichtlich der verfügbaren Objekte und Optionen hin, die nicht an die nahezu unbeschränkten Möglichkeiten der reinen Zeichnungen heranreichen.

## Online-Journalismus
Bei der Konzeption von Websites wird ebenfalls ein Storyboard erzeugt. Es gibt einen Überblick über die Struktur der Website einschließlich Verlinkung und veranschaulicht mögliche Wege des Nutzers bei der Navigation.

## Kreativitätstechnik
Je komplexer der zu präsentierende Inhalt, desto entscheidender wird die Struktur der Argumentation. Der Storyboard-Ansatz ist eine Methode, um komplexe Themen in nachvollziehbare und überzeugende Präsentationen und z. B. in Unterrichtseinheiten umzusetzen. Die Methode besteht aus leistungsfähigen Techniken, mit denen Informationen so gegliedert und visualisiert werden, dass die Zuhörer der Argumentation wie einer packenden Geschichte folgen können. Gesichtspunkte sind insbesondere:
- Informationen auf Kernbotschaften fokussieren; das heißt viele Fakten und Informationen zu einer präzisen, eindeutigen und verständlichen Botschaft zu verdichten – dem Kern ihrer Aussage.
- Informationen zu einer schlüssigen Argumentation strukturieren: Mit den zentralen Botschaften wird eine logische, schlüssige und überzeugende Argumentation aufgebaut – die Storyline.

## Softwareentwicklung

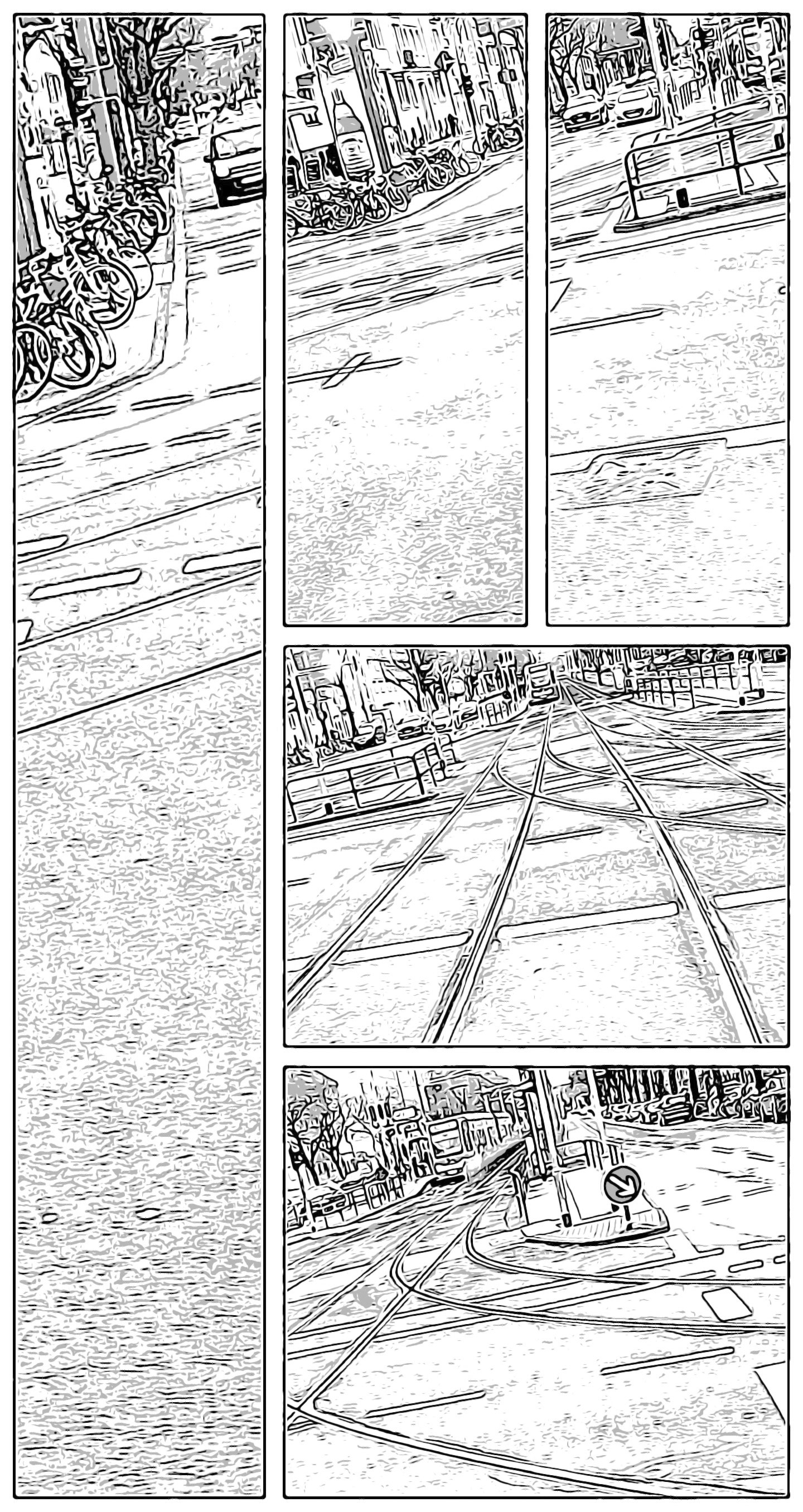
Automatisch aus einem 5-Sekunden-Video erstelltes Storyboard

Die Storyboardtechnik wird erfolgreich zur Visualisierung von Benutzerschnittstellen zum Beispiel als Folge von Bildschirminhalten genutzt. Die Anwendung der Storyboards entspricht im Wesentlichen der MockUp-Technik in der Softwareentwicklung (Papierprototypen, vgl. User Story, Anwendungsfall). Es gibt seit etwa Mitte der 2010er Jahre Apps, die versuchen, Storyboards automatisch herzustellen, wie etwa die den Google Labs entstammende Smartphone-Software namens „Storyboard“.

## Ausstellungen
- 2011: Zwischen Film und Kunst – Storyboards von Hitchcock bis Spielberg, Kunsthalle Emden, anschließend
- 2011: Museum für Film und Fernsehen, Berlin